# Anders Eriksen Bille
Anders Bille, född 19 mars 1600, död 10 november 1657, var en dansk riksmarsk (danska: rigsmarsk). Han var son till Erik Jensen Bille och Mette Banner Andersdatter.
Som ung var han i utländsk krigstjänst och 1626 blev han löjtnant i Bernhard av Weimars rytteriregiment i Kristian IV:s här i Tyskland och 1627 blev han ryttmästare.
Han fick sig tilldelat Rygårds län 1631 och var guvernör på Ösel från 1634 till 1642. År 1642 blev han rigsmarsk och samtidigt fick han förläningen Vestervigs län, som han bytte mot Skanderborgs län 1650.
Anders Bille deltog på dansk sida i Torstensons krig 1643 till 1644. Vid krigsutbrottet hade han överkommandot på Jylland men måste för övermakten snart dra sig tillbaka till Fyn. Härifrån försökte han flera gånger oroa svenskarna i Jylland men utan större framgång. Ett gemensamt företag av Bille och prins Fredrik medförde bara en för framtiden betydelsefullt missförtroende dem emellan. 
Efter freden arbetade Bille på försvarets stärkande, bland annat anlades på Billes förslag fästningen Frederiksodde på Jylland, men adelns motstånd hindrade genomgripande åtgärder.
Då ett nytt krig mot svenskarna bröt ut 1657 befann sig Anders Bille som överbefälhavare över styrkorna i Holstein. Han fick order att angripa stiftet Bremen, men den svenska huvudarméns ankomst tvingade honom dock att dra sig tillbaka till Frederiksodde, där han snart blev innesluten. Vid den svenska stormningen av Frederiksodde blev han dödligt sårad den 24 oktober 1657. Han dog några veckor senare i svensk fångenskap.
Bille kom efter sin död med orätt att beskyllas för förräderi och feghet.